# Chierry
Chierry és un municipi francès situat al departament de l'Aisne i a la regió dels Alts de França. L'any 2007 tenia 1.048 habitants.

## Demografia

### Població
El 2007 la població de fet de Chierry era de 1.048 persones. Hi havia 452 famílies de les quals 120 eren unipersonals (44 homes vivint sols i 76 dones vivint soles), 180 parelles sense fills, 132 parelles amb fills i 20 famílies monoparentals amb fills.
La població ha evolucionat segons el següent gràfic:
Habitants censats

### Habitatges
El 2007 hi havia 495 habitatges, 460 eren l'habitatge principal de la família, 11 eren segones residències i 24 estaven desocupats. 419 eren cases i 75 eren apartaments. Dels 460 habitatges principals, 364 estaven ocupats pels seus propietaris, 88 estaven llogats i ocupats pels llogaters i 8 estaven cedits a títol gratuït; 6 tenien una cambra, 25 en tenien dues, 86 en tenien tres, 143 en tenien quatre i 201 en tenien cinc o més. 388 habitatges disposaven pel capbaix d'una plaça de pàrquing. A 239 habitatges hi havia un automòbil i a 176 n'hi havia dos o més.

### Piràmide de població
La piràmide de població per edats i sexe el 2009 era:
| Homes | Edats   | Dones |
| ----- | ------- | ----- |
| 0     | 95 o +  | 8     |
| 4     | 90 a 94 | 4     |
| 12    | 85 a 89 | 16    |
| 0     | 80 a 84 | 8     |
| 20    | 75 a 79 | 12    |
| 24    | 70 a 74 | 20    |
| 48    | 65 a 69 | 16    |
| 40    | 60 a 64 | 64    |
| 40    | 55 a 59 | 40    |
| 32    | 50 a 54 | 56    |
| 44    | 45 a 49 | 36    |
| 56    | 40 a 44 | 52    |
| 28    | 35 a 39 | 28    |
| 20    | 30 a 34 | 28    |
| 20    | 25 a 29 | 24    |
| 32    | 20 a 24 | 28    |
| 20    | 15 a 19 | 44    |
| 16    | 10 a 14 | 32    |
| 28    | 5 a 9   | 32    |
| 16    | 0 a 4   | 8     |

## Economia
El 2007 la població en edat de treballar era de 646 persones, 461 eren actives i 185 eren inactives. De les 461 persones actives 427 estaven ocupades (220 homes i 207 dones) i 34 estaven aturades (15 homes i 19 dones). De les 185 persones inactives 78 estaven jubilades, 59 estaven estudiant i 48 estaven classificades com a «altres inactius».

### Ingressos
El 2009 a Chierry hi havia 464 unitats fiscals que integraven 1.096,5 persones, la mediana anual d'ingressos fiscals per persona era de 19.531 €.

### Activitats econòmiques
Dels 27 establiments que hi havia el 2007, 1 era d'una empresa alimentària, 4 d'empreses de fabricació d'altres productes industrials, 3 d'empreses de construcció, 9 d'empreses de comerç i reparació d'automòbils, 2 d'empreses de transport, 2 d'empreses d'hostatgeria i restauració, 1 d'una empresa d'informació i comunicació, 2 d'empreses immobiliàries, 2 d'empreses de serveis i 1 d'una entitat de l'administració pública.
Dels 8 establiments de servei als particulars que hi havia el 2009, 2 eren tallers de reparació d'automòbils i de material agrícola, 1 paleta, 1 fusteria, 1 lampisteria, 1 restaurant i 2 agències immobiliàries.
Dels 2 establiments comercials que hi havia el 2009, 1 era una sabateria i 1 una botiga d'electrodomèstics.
L'any 2000 a Chierry hi havia 3 explotacions agrícoles.

## Equipaments sanitaris i escolars
El 2009 hi havia 1 escola maternal i 1 escola elemental.

## Poblacions més properes
El següent diagrama mostra les poblacions més properes.